# Domenico Cimarosa
Domenico Cimarosa (Aversa, Reino de Nápoles, 17 de diciembre de 1749-Venecia, Archiducado de Austria, 11 de enero de 1801) fue un compositor clásico italiano, miembro de la escuela napolitana, principalmente en el campo de la ópera bufa. 
Cimarosa fue uno de los compositores de óperas más destacados de finales del siglo XVIII, y sus óperas alcanzaron gran fama internacional. Es una figura de transición entre la generación de óperas clásicas de la segunda mitad del siglo XVIII (e.g., Gluck y Mozart), y la generación posterior de compositores italianos de principios del siglo XIX como Rossini y Donizetti.

## Biografía

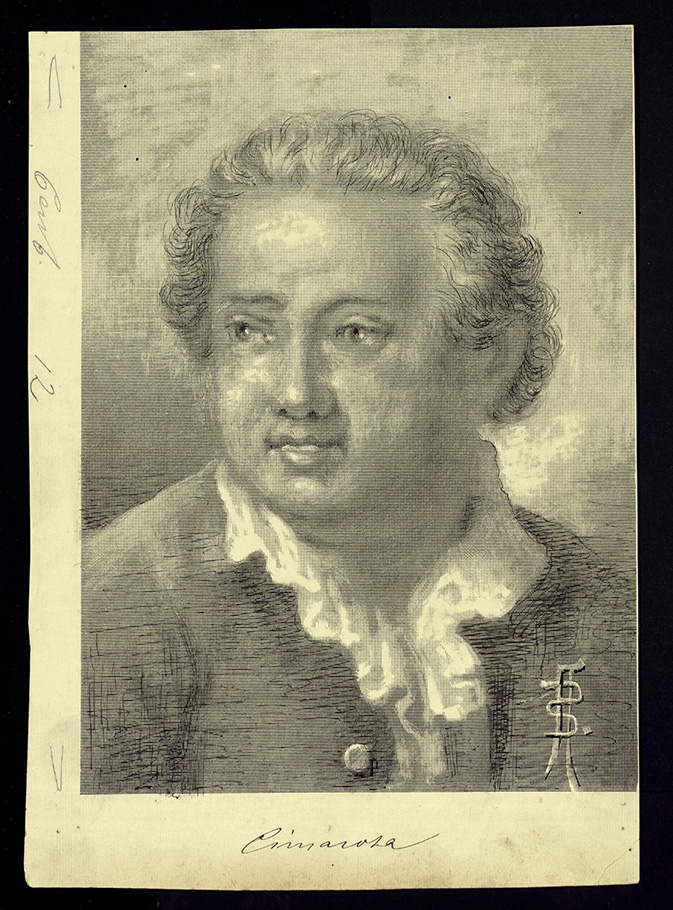
Retrato de Domenico Cimarosa, compositor (1749-1801), antes de 1917.

### Primeros años
Cimarosa nació en Aversa, una ciudad cercana a Nápoles. En su certificado bautismal está registrado como Cimmarosa. Parece que fue hijo único. Su padre, Gennaro, era cantero, y pocos días después del nacimiento de Domenico la familia se mudó a Nápoles, donde Gennaro encontró empleo en la construcción del Palacio de Capodimonte. Cuando Domenico tenía siete años, Gennaro se cayó de un andamio y murió. Su viuda, Anna, fue contratada como lavandera por la orden monástica de la Iglesia de San Severo, y Cimarosa recibió una buena educación de los monjes y el párroco de la iglesia, incluida formación musical. Progresó tan bien en sus estudios musicales que fue admitido en la principal escuela de música de Nápoles, el Conservatorio di S Maria di Loreto en 1761, cuando tenía doce años. Sus profesores de composición fueron Gennaro Manna y Fedele Fenaroli, y Saverio Carcais fue su profesor de violín; también podría haber estudiado con Piccinni y Sacchini. Cimarosa era un teclista, violinista y cantante capaz, pero la composición era su principal fuerte como estudiante; para 1770, él, Niccolò Antonio Zingarelli y Giuseppe Giordani eran los estudiantes de composición más destacados del conservatorio de Nápoles. 
Cuando era estudiante, Cimarosa escribió algunos motetes y misas, pero su primera representación pública se produjo con el estreno en 1772 de su primera commedia per musica ,  Le stravaganze del conte , representada en el Teatro del Fiorentini de Nápoles en 1772. El trabajo tuvo cierto éxito, y fue seguido en el mismo año por "Le pazzie di Stelladaura e di Zoroastro". Esta obra también tuvo éxito, y la fama del joven compositor comenzó a extenderse por toda Italia. En 1774, fue invitado a Roma para escribir una ópera para la "stagione" de ese año. Allí produjo otra ópera cómica llamada L'italiana in Londra. Esta ópera tuvo gran éxito, y fue producida en otros teatros de Italia ese mismo año. En 1777 se casó con Constanza Suffi, quien murió al año siguiente.

### Compositor de éxito

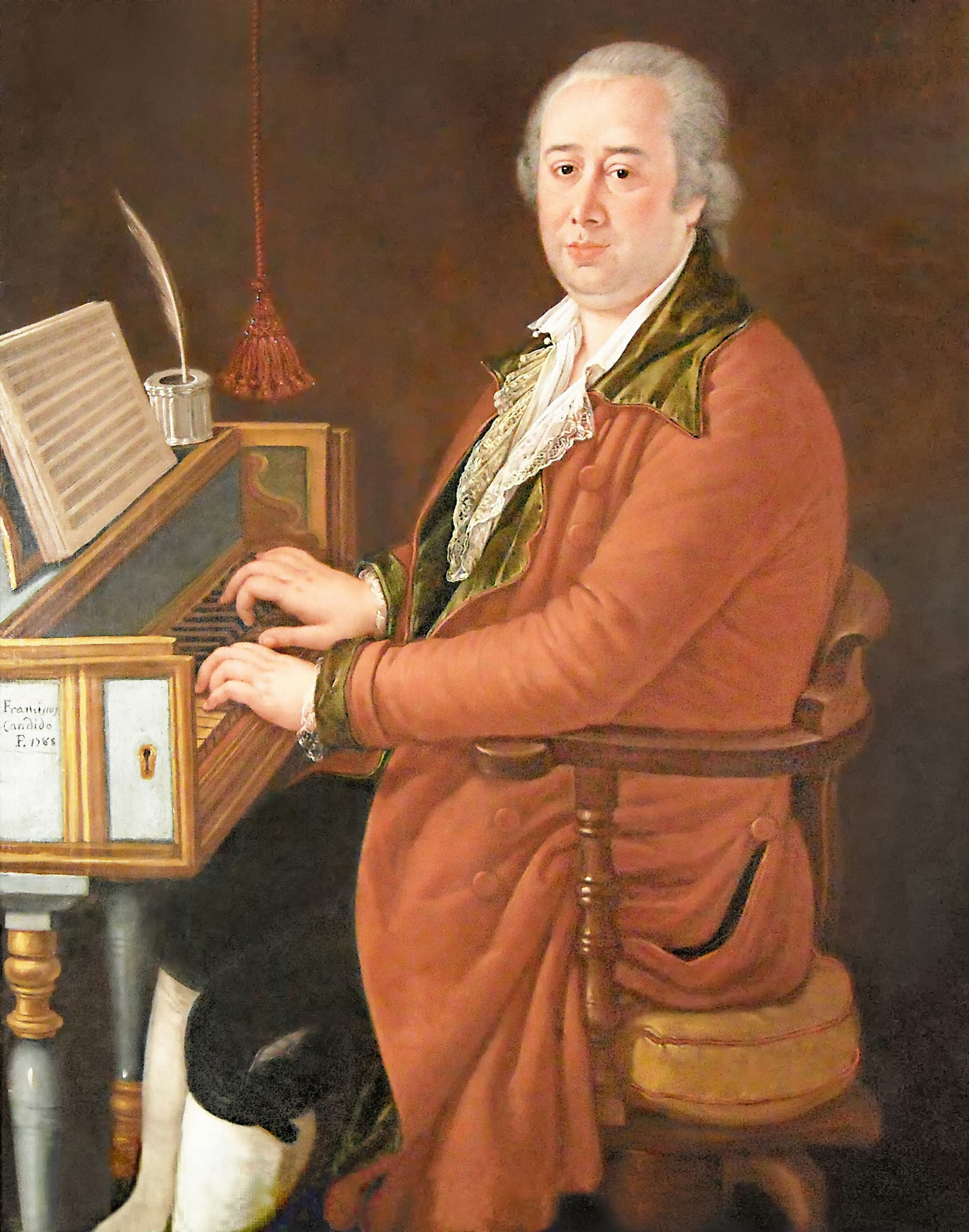
Domenico Cimarosa

En las décadas de 1770 y 1780, Cimarosa compuso numerosas óperas para los teatros de Italia. Era más conocido por sus comedias, pero de vez en cuando escribía obras serias, como "Caio Mario" (1780) y "Alessandro nell'Indie" (1781).
Además de óperas y operetas, compuso bastante música sacra. Fue nombrado organista supernumerario de la corte real napolitana en noviembre de 1779 y, a principios de la década de 1780, fue maestro visitante en el Ospedaletto di Santi Giovanni e Paolo, en Venecia.
Para la década de 1780, la fama de Cimarosa como un destacado compositor de óperas de estilo napolitano estaba completamente afianzada. En Roma, compuso óperas para tres teatros diferentes a finales de la década de 1780 y principios de la de 1780; estas obras incluyeron Il ritorno di Don Calandrino, Le donne rivali, Il pittore parigino. Para el teatro de La Scala, Milán, tras el éxito de una reposición de L'impresario in angustie, compuso "La Circe", un "drama musical" en tres actos, con una historia vagamente basada en la "Odisea". En algún momento de la década de 1780, Cimarosa se casó por segunda vez; su esposa, Gaetana, de soltera Pallante, era la hermanastra de Constanza. Ella y Cimarosa tuvieron dos hijos. Gaetana Cimarosa murió en 1796.
En 1787, la zarina Catalina II invitó a Cimarosa a acudir a San Petersburgo. Cimarosa era uno de una sucesión de compositores italianos contratados por la corte rusa a lo largo de los años; otros fueron Vincenzo Manfredini (de 1762 a 1769), Baldassare Galuppi (1765-1768), Tommaso Traetta (1768-1775), Giovanni Paisiello (1776-1784) y Giuseppe Sarti (1785-1801). En Rusia, Cimarosa compuso una ópera seria, "Cleopatra", y revisó dos de sus piezas cómicas existentes "Le donne rivali" y "I due baroni di Rocca Azzurra". Otras composiciones para la corte de Catalina incluyeron un Réquiem en sol menor (1787). Cimarosa tuvo menos éxito en San Petersburgo que algunos de sus compatriotas; las obras de su principal rival, Martin y Soler, eran más del agrado de la zarina. Además, acuciada por la necesidad de hacer economías, la compañía de ópera de la Corte rusa lo obligaba a prescindir de cantantes italianos, lo que añadido a la dureza de los inviernos rusos, lo llevaron a dejar Rusia en junio de 1791.
Después de pasar tres meses en Varsovia, Cimarosa llegó a Viena en otoño ed 1791. Su música era popular allí, y el emperador, Leopoldo II, lo nombró maestro de capilla en la corte imperial, y encargó una nueva ópera. El resultado fue "Il matrimonio segreto", un libretto de Giovanni Bertati basado en la obra de 1766, "El matrimonio clandestino", de George Colman y David Garrick. La ópera, representada en el Burgtheater el 7 de febrero de 1792, tuvo tanto éxito que el emperador Leopoldo II hizo que se representara de nuevo la misma noche en sus aposentos privados: "el bis más largo de la historia de la ópera". Cimarosa no consideraba Il matrimonio segreto su mejor obra, pero la obra tiene mejor libretto que algunas de sus otras óperas cómicas, la trama es clara, los personajes están bien caracterizados, y la obra prescindía de muchos de los estereotipos de las óperas italianas, como las fabulosas coincidencias o los personajes basados en la Comedia del arte. En opinión de Cimarosa, su mejor ópera era  Artemisia, regina di Caria , una ópera seria, compuesta en Nápoles cinco años después.

### Años posteriores
El éxito de Cimarosa luego del estreno de Il matrimonio segreto fue internacional. Junto con Paisiello, Cimarosa se convirtió en el compositor de ópera más popular de finales del siglo XVIII. Compuso 60 óperas buffas y 20 óperas seria, muchas de los cuales pasaron rápidamente a formar parte del repertorio de los principales teatros de ópera de toda Europa y América. Sus óperas se representaron en Berlín, Copenhague, Hamburgo, Londres, Barcelona, Madrid, Lisboa, Praga y Estocolmo, así como en San Petersburgo, Viena, Nueva York, y las principales ciudades italianas. Entre 1783 y 1790  Haydn dirigió representaciones de trece óperas de Cimarosa para sus patrones los Esterházy en eel Schloss Esterházy, y muchas de las piezas fueron representadas varias veces. La ballerina amante, una commedia per musica que se estrenó por primera vez en Nápoles fue elegida como obra inaugural en el Teatro Nacional de São Carlos, Lisboa, en junio de 1793.
Tres semanas después del estreno de 'Il matrimonio segreto', el emperador Leopoldo murió repentinamente. Su sucesor, Francisco II, estaba menos interesado en la música que Leopoldo, y en 1793 Cimarosa regresó a Nápoles. En 1796 fue nombrado organista principal de la capilla real y continuó produciendo nuevas óperas y revisando las antiguas. Reescribió L'italiana en Londra y I due baroni , adaptándolos al gusto local agregando secciones en dialecto napolitano. Las obras nuevas más importantes de esta última etapa de su carrera fueron "Le astuzie femminili" (1794) y dos óperas serias, "Penélope" (1794) y "Gli Orazi ed i Curiazi" (1796); los dos primeros fueron compuestos para Nápoles, y el último para La Fenice en Venecia.

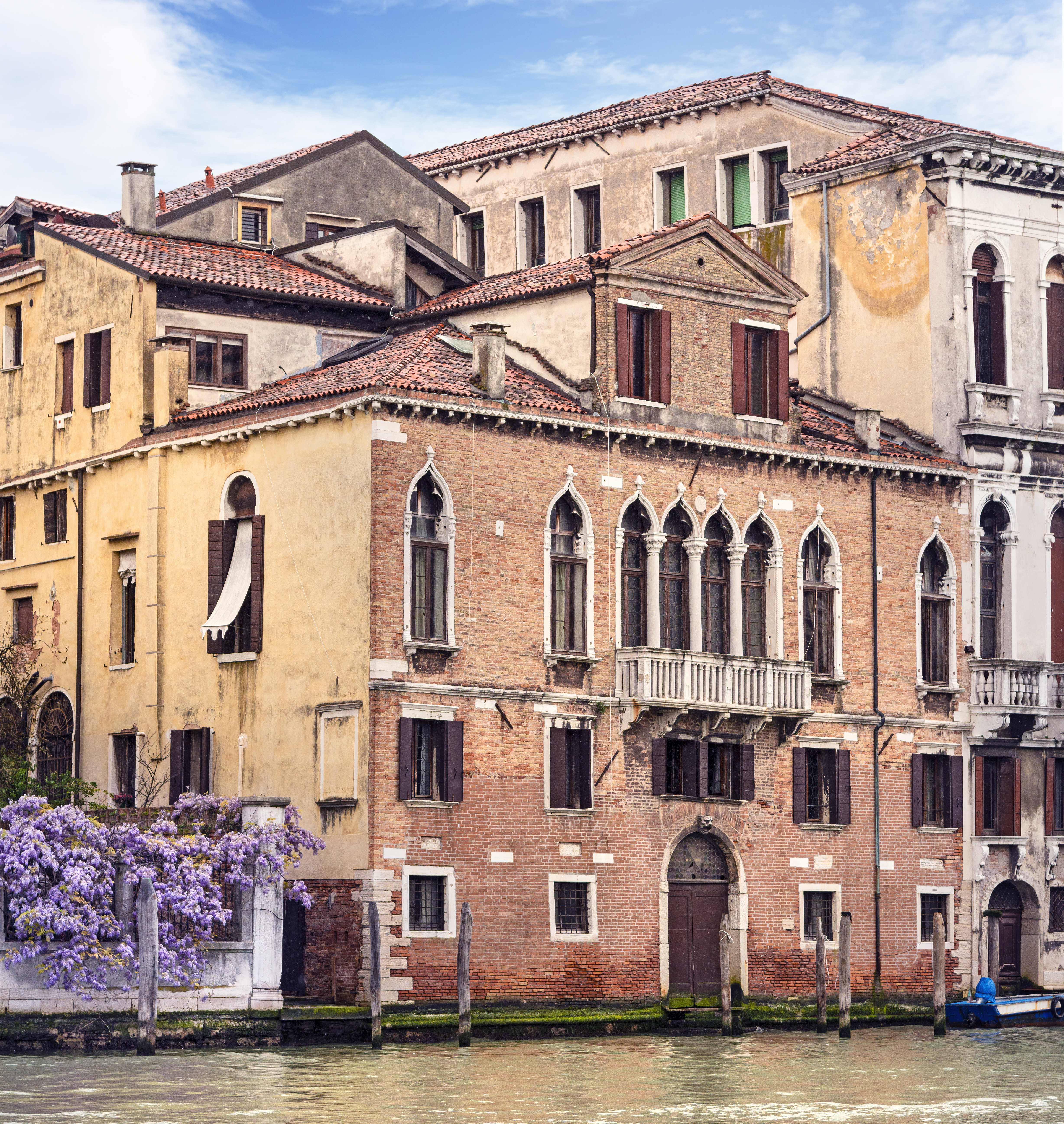
Palazzo Duodo, Campo Sant'Angelo, Venecia, última casa de Cimarosa, donde murió

Durante la ocupación de Nápoles por las tropas de la Primera República Francesa en 1799, Cimarosa se unió al partido liberal, pero la monarquía pronto fue restaurada y adoptó fuertes medidas represoras contra aquellos con conexiones liberales o revolucionarias. Cimarosa fue encarcelado junto con muchos de sus amigos políticos, y evitó la sentencia de muerte solo por la intercesión de admiradores influyentes, incluidos los cardenales Consalvi y Ruffo, y Lady Hamilton. Fue exiliado de Nápoles, y se dirigió a Venecia. En ese momento tenía una enfermedad terminal, probablemente un cáncer de estómago, y murió el 11 de enero de 1801, a los 51 años, trabajando casi hasta el final. Su última ópera, "Artemisia", quedó inconclusa. Se corrió el rumor de que había sido envenenado por agentes de los Borbones, pero una investigación demostró que el rumor era infundado.

## Obras
Aunque Cimarosa escribió una cantidad considerable de música instrumental y de música sacra, fue y sigue siendo más conocido por sus óperas. Era famoso por su facilidad como compositor, aunque frecuentemente reutilizaba material, como era habitual en su época. También contrató asistentes para tareas rutinarias como componer recitativos. En el artículo dedicado a Cimarosa en el Grove Dictionary of Music and Musicians(2001), Jennifer E. Johnson y Gordana Lazarevich afirman que se elevó por encima de la mediocridad de algunos de los librettos que se vio forzado a emplear, y compuso una música "impregnada de ligereza, elegancia y delicadeza".
Cimarosa evitó la rigidez del aria da capo tradicional, y escribió numerosas arias para solistas que consistían en divisiones más flexibles, con cambios de tempo, compás y tonalidad con las que reflejar mejor las palabras de sus libretistas. Johnson y Lazarevich comentan que esta libertad de forma transmite espontaneidad y flexibilidad. Las arias de Cimarosa a menudo se aceleran en la sección de cierre, al estilo de cabalettas. Esto contrasta con las piezas de exhibición vocal, y a menudo escribía arias bastante simples a la manera de cavatinas. Una característica de sus partituras es la escritura sostenida para voces concertadas. En palabras del artículo Grove:

Uno de los puntos fuertes de Cimarosa fue la composición de conjuntos ingeniosos y vivaces.  Il matrimonio segreto , una ópera en conjunto al estilo de  Le nozze di Figaro  de Mozart, está compuesta por ocho arias, cuatro dúos, tres tríos, un cuarteto, un quinteto y dos finales con los seis personajes.

Armónicamente, Cimarosa no fue innovador, y se limitó a trabajar con las convenciones diatónicas tradicionales. En opinión de Johnson y Lazarevich, sus puntos fuertes musicales se encuentran en "la riqueza de su invención melódica, el brillo y la energía de sus motivos rítmicos y melódicos y sus acompañamientos constantemente animados".
El enfoque de Cimarosa hacia la orquestación se desarrolló a lo largo de su carrera. Sus obras tempranas se escriben generalmente para cuerdas, oboes, cuernos y trompetas, y ocasionalmente fagot y flautas. En estas piezas la función de la orquesta es dar un discreto apoyo a las voces. Durante sus cuatro años en San Petersburgo comenzó a usar clarinetes y a orquestar de manera más completa y rica. En Il matrimonio segreto , la orquesta "aporta color y exhibe material rítmico y motivador independiente que sirve como comentario de la acción".
Cimarosa escribió varias sonatas para piano, que fueron descubiertas en manuscrito en la década de 1920. En principio se trata de 80 sonatas en un solo movimiento, pero se cree que muchas de ellas pueden, de hecho, formar parte de sonatas de tres movimientos. La obra a la que a veces se hace referencia como el "Concierto para oboe "es de hecho una confección de 1949 de Arthur Benjamin, que consiste en arreglos de movimientos de las sonatas.

## Reputación
Johnson y Lazarevich escriben que la reputación de Cimarosa durante su vida alcanzó un nivel insuperable hasta el apogeo de Rossini, y continuó siendo muy apreciado hasta bien entrado el siglo XIX. Eugène Delacroix prefirió la música de Cimarosa a la de  Mozart. Delacroix opinaba que Il matrimonio segreto "es la perfección en sí misma. Ningún otro músico tiene esa simetría, esa expresividad y ese sentido de lo apropiado, esa alegría y ternura, y sobre todo ... esa elegancia incomparable". Stendhal afirmó que Cimarosa, Mozart y Shakespeare fueron las únicas pasiones de su vida. Para Stendhal, Cimarosa era "el Molière  de los compositores", y afirmó haber visto Il matrimonio segreto más de 100 veces.
Héctor Berlioz, que odiaba la ópera italiana, no era un admirador: "debería mandar al diablo al único e interminable Matrimonio Segreto, que es casi tan tedioso como Las bodas de Fígaro sin ser tan musical". Robert Schumann quedó impresionado por la orquestación "absolutamente magistral" de Cimarosa, pero por poco más. Eduard Hanslick elogió la maravillosa facilidad de Cimarosa, sus magistrales pinceladas compositivas y su buen gusto. "Lleno de sol: esa es la expresión correcta para la música de Cimarosa". En la actualidad, su reputación es la de un compositor menor, con gran facilidad, musicalidad, e inventiva, pero carente de la profundidad temática y armónica de Mozart o de Rossini. De todas sus obras, sólo Il matrimonio segreto sigue representándose regularmente.

## Óperas principales
- Las extravagancias del conde y hechizos Merlina y Zoroastro - Le stravaganze del conte e magie di Merlina e Zoroastro 1772
- El fanático de los antiguos romanos - Il fanatico per gli antichi romani 1777
- El regreso de don Calandrino - Il ritorno di Don Calandrino 1778
- La italiana en Londres - L'italiana in Londra 1778
- Las nobles falsificaciones - I finti nobili 1780
- El pintor parisino - Il pittore parigino 1781
- Biondolina - Biondolina 1781
- Giannina y Bernardone - Giannina e Bernardone 1781
- Oreste - Oreste 1783
- La villana reconocida - La villana riconosciuta 1783
- Las dos cuentas supuestas - I due supposti conti 1784
- El marido desesperado - Il marito disperato 1785
- El empresario en apuros - L'impresario in angustie 1786
- El bromista fanático - Il fanatico burlato 1787
- Cleopatra - La Cleopatra 1789
- El matrimonio secreto - Il matrimonio segreto 1792
- Las astucias femeninas - Le astuzie femminili 1794
- Penélope - Penelope 1795
- La enferma fingida - La finta ammalata 1796
- Horacios y Curiacios - Gli Orazi e i Curiazi 1796
- Artemisia - Artemisia 1801